# Lycium hirsutum
Lycium hirsutum är en potatisväxtart som beskrevs av Michel Félix Dunal. Lycium hirsutum ingår i släktet bocktörnen, och familjen potatisväxter. Inga underarter finns listade i Catalogue of Life.